# José Rafael Palma Capetillo
José Rafael Palma Capetillo (ur. 11 września 1955 w Mérida) – meksykański duchowny rzymskokatolicki, od 2016 biskup pomocniczy Jalapa.

## Życiorys
Święcenia kapłańskie otrzymał 14 czerwca 1981. Inkardynowany do archidiecezji jukatańskiej, pracował jako profesor miejscowego seminarium duchownego, zaś od 2003 był kanclerzem miejscowej kurii.
2 kwietnia 2004 papież Jan Paweł II mianował go biskupem pomocniczym Jukatanu i biskupem tytularnym Vallis. Sakry biskupiej udzelił mu 3 czerwca 2004 ówczesny arcybiskup Jukatanu, Emilio Carlos Berlie Belaunzarán.
28 kwietnia 2016 został biskupem pomocniczym archidiecezji Jalapa.